# Varlot soldat

Varlot soldat est une bande dessinée française de Jacques Tardi (dessin) et Didier Daeninckx (scénario), publiée en 1999 chez l'éditeur L'Association.

### Documentation
- Laurent Mélikian, « Viyage au bout de la boue », BoDoï, no 17,‎ mars 1999, p. 8.